# Escola Superior de Fé e Catequese Mater Ecclesiae
A Escola Superior de Fé e Catequese Mater Ecclesiae é uma escola de ensino médio e superior, que funciona regida pela Arquidiocese do Rio de Janeiro, com a finalidade de formar professores e catequistas, inclusive para a rede de ensino público médio.

## História
Durante o Congresso Catequético realizado em 1964 e promovido pela CNBB, surgiu a ideia da criação de uma escola de nível médio, para a formação de professores de religião nos Estados da Guanabara e do Rio de Janeiro. Assim, no ano seguinte, estava formada a Mater Ecclesiae, cujo título tem a finalidade de homenagear a Virgem Maria, que passava então a ser também invocada como Virgem Maria Mãe da Igreja.
Durante muitos anos a escola foi dirigida por D. Estevão Bettencourt, que contribuiu significativamente para o aumento dos núcleos da Escola. Nos dias de hoje são 28 núcleos espalhados pela região metropolitana do Rio de Janeiro.
Com a morte de D. Estevão em 2008, a Escola passou a direção de Dom Edney Gouvêa Mattoso, Bispo Auxiliar da Arquidiocese, e tem como Vice-diretor o Pe. Fábio da Silveira Siqueira. O escritório central fica locado no Edifício João Paulo II da Cúria Metropolitana da Cidade do Rio de Janeiro, onde funciona também a difusão dos Cursos por Correspondência.
Com a aprovação da lei que regulamenta o ensino religioso confessional no Estado do Rio de Janeiro (Lei nº 3459 de 14 de setembro de 2000), A Escola Mater Ecclesiae foi habilitada na Arquidiocese do Rio de Janeiro como sendo um dos cursos reconhecidos pelo então Cardeal Arcebispo do Rio, para a formação dos futuros professores da rede do ensino religioso nas escolas municipais e estaduais. O primeiro concurso público foi aberto contando 500 vagas, das quais 342 a serem preenchidas por católicos e foi realizado no dia 4 de janeiro de 2004 com a aprovação de 718 candidatos.